# Kanjavec
Le Kanjavec est une montagne qui culmine à 2 569 m d'altitude dans le parc national du Triglav, dans les Alpes juliennes en Slovénie.